# Amore maledetto
Amore maledetto (Bugambilia) è un film messicano del 1945 diretto da Emilio Fernández con protagonisti Dolores del Río e Pedro Armendáriz.

## Trama
Amalia, ricca e viziata, è corteggiata da tutti gli uomini ma a lei non interessa veramente nessuno. Il fortuito incontro con Ricardo, un uomo di umili origini, risveglia in lei un certo interesse ma don Fernando, il padre di Amalia, vuole a tutti i costi separare gli innamorati.
Ricardo parte in cerca di fortuna per poter ottenere il consenso dal futuro suocero, ma don Fernando, che sembra voglia riappacificarsi con la figlia, pensa invece a organizzare il matrimonio con Luis Felipe, uno spasimante che lui considera consono.
Amalia scrive a Riccardo che la raggiunge subito, ma prima di ripartire vuole agire correttamente e chiede a don Fernando la mano della ragazza. Di fronte all'ennesimo diniego dell'uomo, i due lasciano il palazzo per sposarsi da soli, ma don Fernando spara a Ricardo durante la cerimonia uccidendolo.
Viene quindi celebrato il processo per omicidio: l'avvocato vorrebbe far figurare Amalia come vittima delle insistenti avances di Ricardo e don Fernando come un padre che difende l'onore della figlia. Consapevole della bugia, don Fernando si spara proprio di fronte al giudice.
Amalia si rinchiude nella casa di famiglia, che considera la sua tomba, con la sola compagnia del ricordo dell'uomo che ha tanto amato.